# 希特勒家族
希特勒家族，即奥地利裔德国政治家、纳粹党领袖、納粹德國独裁者阿道夫·希特勒（1889年4月20日—1945年4月30日）的亲属和祖先。希特勒因促成德国纳粹主义兴起、引发第二次世界大战以及发动致使数百万人死亡的納粹大屠杀而闻名。
因希特勒祖父的身份至今存疑，家庭成员间的关系以及对阿道夫·希特勒童年和晚年的心理影响，这个家庭一直是众多历史学家和系谱学家感兴趣的研究对象。

## 词源
在阿道夫·希特勒出生之前，他的家人互换使用家族姓氏「希特勒」的许多变体。这个名字可能是名字Hiedler的拼写变体，意思是居住在Hiedl (奥巴伐利亚德语方言中的地下喷泉或河流)旁边的人。 或者希特勒的姓氏可能基于「住在小屋里的人」（德语Hütte为“小屋”）。  阿洛伊斯·希特拉（阿道夫的父亲）于 1877年1月7日将他的姓氏改为“希特勒”，这是他儿子阿道夫所使用的唯一姓氏形式。 

## 家史
这个家庭是奥地利德裔。 